# Qualificazioni al campionato europeo maschile di calcio 1992 - Gruppo 4

## Classifica
| Squadra          | P.ti | G | V | N | P | GF | GS | DR  |
| ---------------- | ---- | - | - | - | - | -- | -- | --- |
| Jugoslavia       | 14   | 8 | 7 | 0 | 1 | 24 | 4  | +20 |
| Danimarca        | 13   | 8 | 6 | 1 | 1 | 18 | 7  | +9  |
| Irlanda del Nord | 7    | 8 | 2 | 3 | 3 | 11 | 11 | 0   |
| Austria          | 3    | 8 | 1 | 1 | 6 | 6  | 14 | -8  |
| Fær Øer          | 3    | 8 | 1 | 1 | 6 | 3  | 26 | -23 |

## Risultati
| Arbitro: | Jacobus Uilenberg |

|  |           |                           |
|  | Marcatori | 36’ Pančev 86’ Prosinečki |

| Arbitro: | Egil Nervik |

|             |           |  |
| Nielsen 61’ | Marcatori |  |

| Arbitro: | Guðmundur Haraldsson |

|                                         |           |             |
| Laudrup 8’, 48’ Elstrup 37’ Povlsen 89’ | Marcatori | 21’ Mørkøre |

| Arbitro: | Roger Philippi |

|            |           |                    |
| Clarke 58’ | Marcatori | 11’ (rig.) Bartram |

| Arbitro: | Aron Schmidhuber |

|                                  |           |           |
| Pančev 32’, 52’, 85’ Katanec 43’ | Marcatori | 15’ Ogris |

| Arbitro: | Neil Midgley |

|  |           |                          |
|  | Marcatori | 77’ Baždarević 84’ Jarni |

| Vienna 14 novembre 1990, ore 19:30 CET | Austria       | 0 – 0 referto | Irlanda del Nord | Praterstadion (7.062 spett.)\| Arbitro: \| Gérard Biguet \| |
| Arbitro:                               | Gérard Biguet |               |                  |                                                             |

| Arbitro: | Yusuf Namoğlu |

|                                |           |          |
| Binić 35’ Pančev 47’, 60’, 62’ | Marcatori | 44’ Hill |

| Arbitro: | Joël Quiniou |

|            |           |                      |
| Pančev 50’ | Marcatori | 31’, 63’ Christensen |

| Arbitro: | Michel Piraux |

|            |           |              |
| Clarke 45’ | Marcatori | 63’ Reynheim |

| Arbitro: | Vassilios Nikakis |

|                                                                           |           |  |
| Najdoski 21’ Prosinečki 24’ Pančev 51’, 72’ Vulić 65’ Boban 68’ Šuker 85’ | Marcatori |  |

| Arbitro: | Loizos Loizou |

|                                         |           |  |
| Pfeifenberger 13’ Streiter 48’ Wetl 69’ | Marcatori |  |

| Arbitro: | Michał Listkiewicz |

|                     |           |           |
| Christensen 2’, 33’ | Marcatori | 83’ Ogris |

| Arbitro: | Simo Roukonen |

|  |           |                                                    |
|  | Marcatori | 8’ Wilson 12’, 51’, 68’ (rig.) Clarke 14’ McDonald |

| Arbitro: | Jim McCluskey |

|  |           |                                                            |
|  | Marcatori | 2’ (rig.) Christofte 6’ Christensen 70’ Pingel 75’ Vilfort |

| Arbitro: | Frans Van Den Wijngaert |

|  |           |                                              |
|  | Marcatori | 9’ (aut.) Artner 15’ Povlsen 37’ Christensen |

| Arbitro: | Günther Habermann |

|  |           |                           |
|  | Marcatori | 13’ Jugović 80’ Savićević |

| Arbitro: | Leif Sundell |

|                     |           |            |
| Dowie 18’ Black 42’ | Marcatori | 44’ Lainer |

| Arbitro: | Aleksej Spirin |

|                  |           |             |
| Povlsen 22’, 36’ | Marcatori | 71’ Taggart |

| Arbitro: | Pietro D'Elia |

|  |           |                         |
|  | Marcatori | 18’ Lukić 38’ Savićević |

## Classifica marcatori
10 reti
- Darko Pančev

6 reti
- Bent Christensen

5 reti
- Colin Clarke

4 reti
- Flemming Povlsen

2 reti
- Michael Laudrup

- Robert Prosinečki

- Dejan Savićević

1 rete
- Leopold Lainer
- Andreas Ogris
- Ernst Ogris
- Heimo Pfeifenberger
- Michael Streiter
- Arnold Wetl
- Jan Bartram
- Kim Christofte
- Lars Elstrup
- Frank Pingel

- Kim Vilfort
- Allan Mørkøre
- Torkil Nielsen
- Kári Reynheim
- Kingsley Black
- Iain Dowie
- Colin Hill
- Alan McDonald
- Gerry Taggart
- Kevin Wilson

- Mehmed Baždarević
- Dragiša Binić
- Zvonimir Boban
- Robert Jarni
- Vladimir Jugović
- Srečko Katanec
- Vladan Lukić
- Ilija Najdoski
- Davor Šuker
- Zoran Vulić

autoreti
- Peter Artner (in favore della Danimarca)